# Національний парк Лос-Катіос
Національний парк Лос-Каті́ос (ісп. Parque Nacional Los Katíos) — національний парк в Колумбії. Парк розташований на північному заході країни та вкриває територію 585 км². Парк є частиною Дар'єнського пропуску на території Панами і Колумбії, та є продовженням Національного парку Дар'єн в Панамі, а Панамериканське шосе проходить біля парку. З 1994 року парк входить до списку Світової спадщини за велике біорізноманіття рослин та тварин. У парку мешкають до 25 % птахів Колумбії, хоча його площа становить менш ніж 1 % площі країни.
Також на території парку Лос-Катіос живуть дивовижні тварини
| Колумбія | Це незавершена стаття з географії Колумбії. Ви можете допомогти проєкту, виправивши або дописавши її. |